# 8482 Wayneolm
8482 Wayneolm este un asteroid din centura principală de asteroizi.

## Descriere
8482 Wayneolm este un asteroid din centura principală de asteroizi. A fost descoperit pe 14 septembrie 1988 la Cerro Tololo de Schelte J. Bus. Asteroidul prezintă o orbită caracterizată de o semiaxă mare de 3,34 ua, o excentricitate de 0,08 și o înclinație de 3,1° în raport cu ecliptica.